# Armavir (làng)
Armavir (tiếng Armenia: Արմավիր) là một làng trong tỉnh Armavir, Armenia.